# Лейнг, Коджо
Бернард Коджо Лейнг (англ. Kojo Laing; 1 июля 1946, Кумаси, Золотой Берег (британская колония) — 20 апреля 2017, Гана) — ганский прозаик и поэт. Писал на английском языке.

## Биография
Сын англиканского священника.
Образование получил в Уэст-Данбартоншире в Шотландии. Затем до 1968 года изучал политологию и историю в Университете Глазго. Именно тогда возникает его интерес к экзистенциализму и африканской литературе.
В 1969 году вернулся в Гану.
В 1975 году изучал управление сельским хозяйством в Бирмингемском университете. С 1978 году работал на государственной службе в Аккре. С 1984 года руководит частной школой в Аккре, которую его мать основала в 1962 году.
Дебютировал как поэт в 1970-х годах. Писатель постмодернизма. Его творчество отличается гибридностью, в которой он использовал ганский пиджин и местные языки наряду с стандартным английским. В частности, его первые два романа — «Ищи сладкую страну» (1986) и «Женщина из самолетов» (1988) — получили высокую оценку за свое лингвистическое своеобразие.

## Награды
- 1976: Национальная поэтическая премия Валко
- 1985: Национальная премия в области романов Ганской ассоциации писателей.
- 1993: Премия Валко

## Избранная библиография
- Search Sweet Country, роман, 1986; ISBN 978-3-86406-052-6.
- Woman of the Aeroplanes, роман, 1988
- Godhorse, Gedichtband, 1989
- Major Gentl and Achimota Wars, роман, 1992